# ناحیه دریامیانی
به آن بخش از آب دریاها و اقیانوس‌ها که در نزدیکی کف آب نباشد، ناحیه دریامیانی لُجّه، گودابه، بخش لُجه‌ای یا بخش پـِلاژیک گفته می‌شود.
لجهٔ دریا از چندین لایه به نام‌های برلجه، میان‌لجه، ژرف‌لجه، مُغاک و زیرمغاک تشکیل شده‌است.
بخش لجه‌ای یا پلاژیک ۱٬۳۷۰٬۰۰۰٬۰۰۰ کیلومتر مکعب از آب‌های زمین را در بر می‌گیرد. ماهی‌هایی که در لجه دریا زندگی می‌کنند ماهیان پلاژیک یا لجه‌زی نام دارند.
با افزایش ژرفای دریا، مقدار زیست گودابه‌ای کاهش پیدا می‌کند. عوامل مؤثر بر زیست لجه‌ای عبارتند از مقدار نفوذ نور، مقدار فشار، دما، شوری آب، مقدار اکسیژن و مواد مغذی در آب و شکل جغرافیایی زیردریایی.

## در ادبیات فارسی
لُجّه یا گودابه در واژه به معنای میانهٔ دریا و آب‌های عمیق دریا است.
کاربرد این واژه در همین معنی در ادبیات فارسی پیشینه زیادی دارد.
نمونه‌ها:
خاقانی
آری به آب نایژه خو کرده‌اند از آنک
مستسقیان لجه بحر عدن نیند.
عطار:
در لجه عشق جاودانت
شد غرقه درد آشنایی.
سعدی:
کشتی هر که در این لجه خونخوار افتاد
نشنیدیم که دیگر به کران می‌آید.